# 深圳市工业展览馆
深圳市工业展览馆创始于1985年。
成立伊始，位于华强北路与深南路交叉处东北角，展馆面积900余平方米；1987年搬迁到华强北路经济大厦一、二层，面积4000平方米。
1997年，深圳市政府在规划中的市民中心划出1．3万平方米作为工业展览馆的新馆址。2000年末，新馆土建工程开工；2011年4月市民中心工业展览馆对外正式开馆。